# Lumayo Ka Man Sa Akin
Lumayo Ka Man Sa Akin é uma telenovela filipina exibida em 2012 pela ABS-CBN. Foi protagonizada por Maja Salvador e Jason Abalos com atuação antagônica de Patrick Garcia.

## Elenco
- Maja Salvador - Janine Del Castillo
- Jason Abalos - Jake Falcon
- Patrick Garcia - Matthew De Vega
- Ina Feleo - Karla Cordero-Falcon
- Ina Raymundo - Consuelo Cordero
- Toby Alejar - Anselmo Cordero
- Kathleen Hermosa - Angela
- Mico Palanca - Greg
- Jamilla Obispo - Pinpin Dimaano
- John Arcilla - Juanito Falcon
- Bettina Carlos - Ali
- Guji Lorenzana - Neil
- Marlann Flores - Leila
- Joshua Colet - Stefano